# الحبيب بوعبانة
الحبيب بوعبانة ولد بتونس العاصمة يوم 17 مارس 1942، وتوفي عام 2003ي.
درس بمدرسة الفنون الجميلة بتونس، وبدأ مشواره الفني عام 1968 وفي عام 1977 أقام بمدينة الفنون بباريس. وأقام أول معرض شخصي له تلك السنة بقاعة يحي بتونس، كما عاد إلى نفس القاعة عام 1979، وفي عام 1983 عرض برواق ارتسام بالعاصمة التونسية. وبالإضافة إلى ذلك شارك في العديد من المعارض التي انتظمت بتونس وخارجها.

## تكريماً له
افتتح فضاء للفنون التشكيلية يحمل اسم فضاء بوعبانة بقلب العاصمة: 11 نهج مرسيليا، غير بعيد عن شارع الحبيب بورقيبة. وكان الحبيب بوعبانة قد حصل عام 1988 على جائزة رئيس الجمهورية للفنون التشكيلية.

## وصلة خارجية
- لوحة عرس التي صدرت بطابع بريدي عام 2002
- أزهار بوعبانة الذابلة لحسونة المصباحي